# Clonostachys buxi
Clonostachys buxi är en svampart som först beskrevs av J.C. Schmidt ex Link, och fick sitt nu gällande namn av Schroers 2001. Clonostachys buxi ingår i släktet Clonostachys och familjen Bionectriaceae.   Inga underarter finns listade i Catalogue of Life.